# Bunkermuseum Wn 12H
Bunkermuseum Wn 12H, Widerstandsnest12H, is een bunkercomplex dat 450 meter bewesten de Ankerplaats aan het kantonnierspad in de zeewerende duinen van Vlieland ligt. Het is in de Tweede Wereldoorlog aangelegd als onderdeel van Atlantikwall. Het is gedurende de decennia na de oorlog voor het overgrote deel onder duinzand bedolven. 
Begin 2017 is een begin gemaakt om het complex uit te graven en restaureren. Sinds 2020 is het een bunkermuseum.

## Steunpunten op Vlieland
De Duitse bezetter heeft op Vlieland drie steunpunten laten aanleggen: Stützpunkt 12H, 13H en 14H. Zo'n steunpunt omvatte bunkers uitgerust met zware wapens en barakken voor manschappen. Verder waren er munitieopslagplaatsen, waterbekkens, keukens, kantines en toiletten. Het geheel werd beveiligd door een stelsel van loopgraven met daaromheen een versperring van prikkeldraad en daarbuiten weer mijnenvelden. De steunpunten 13H en 14H zijn na de oorlog verwijderd.

## Weerstandsnest 12H
Van Widerstandsnest 12H zijn een geschutsopstelling en twee geschutsemplacementen, een grote en twee kleine woonbunkers, de keukenbunker, een onderaardse gang en betonnen loopgraven zijn intact onder het duinzand teruggevonden. De bouwwerken van hout, de loopgraven die met graszoden waren aangelegd, het prikkeldraad en de mijnenvelden waren niet meer aanwezig. De gemetselde en houten bunkers en het loopgravenstelsel zijn in de jaren 2010 gerestaureerd of gereconstrueerd. De stelling is zodoende in vrijwel zelfde staat als toen ze in mei 1945 door de Duitsers bezetters werd verlaten. Het geheel wordt in het plaatselijke bestemmingsplan genoemd als van bijzondere cultuurhistorische waarde.

## Museum
Widerstandsnest Wn 12H is sinds 2020 een bunkermuseum. De geschiedenis van Vlieland tijdens de jaren 1940 - 1945 in het algemeen, en die van het bunkercomplex in het bijzonder, wordt er toegelicht. Een expositie toont veel  objecten die met deze tijd te maken hebben.

## Afbeeldingen

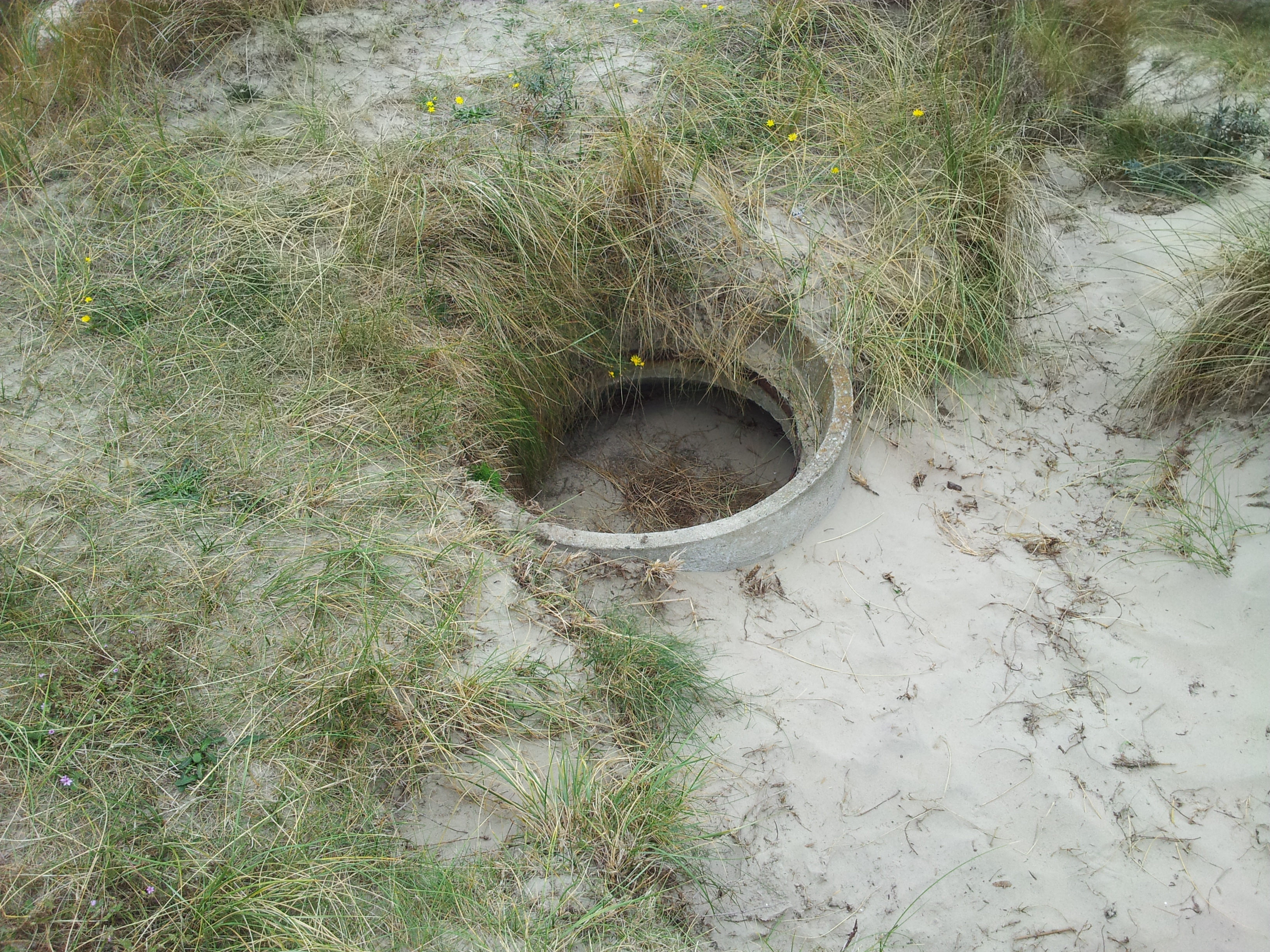
Meest oostelijke deel
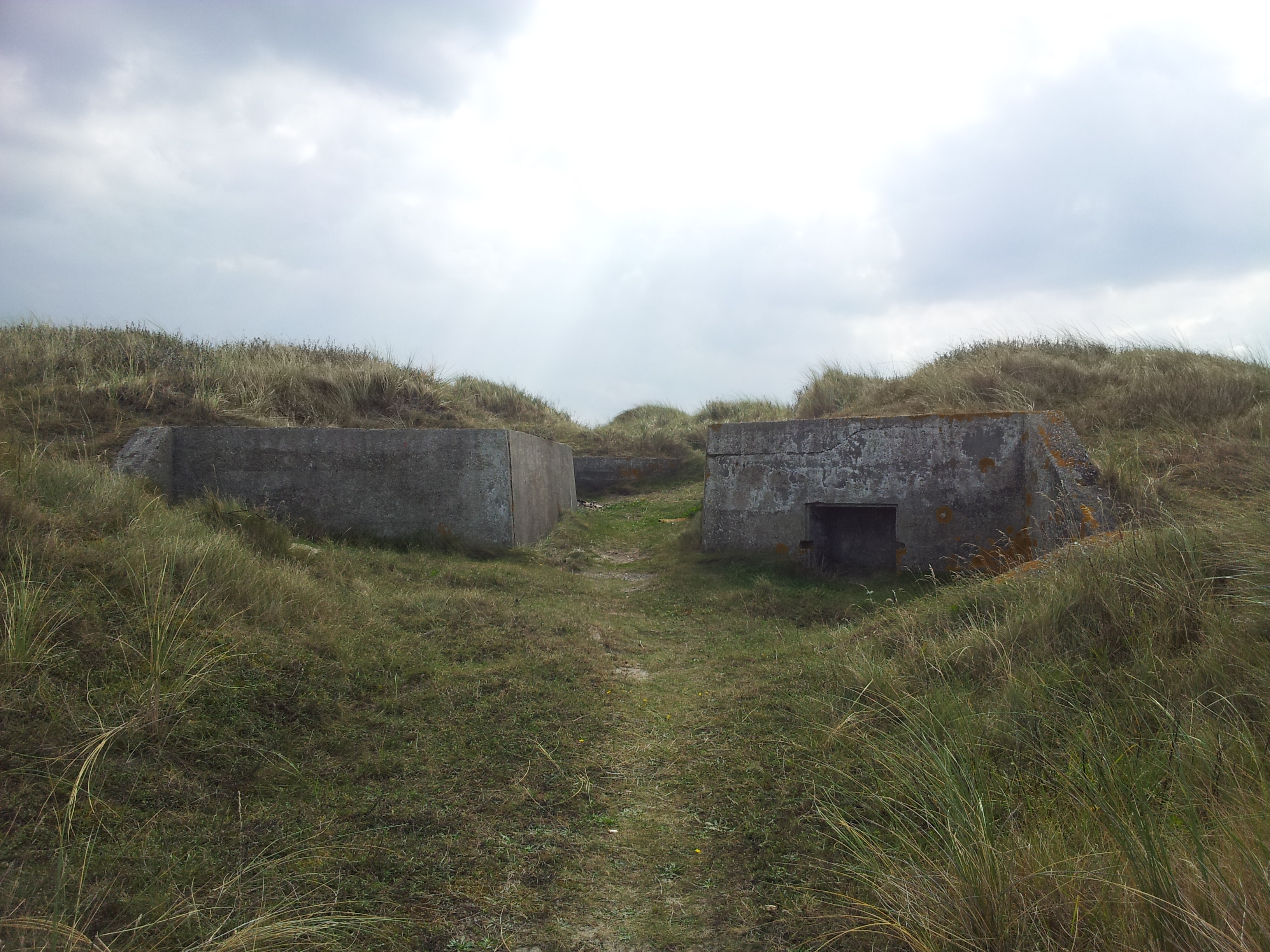
Centrale deel, vanaf zeezijde
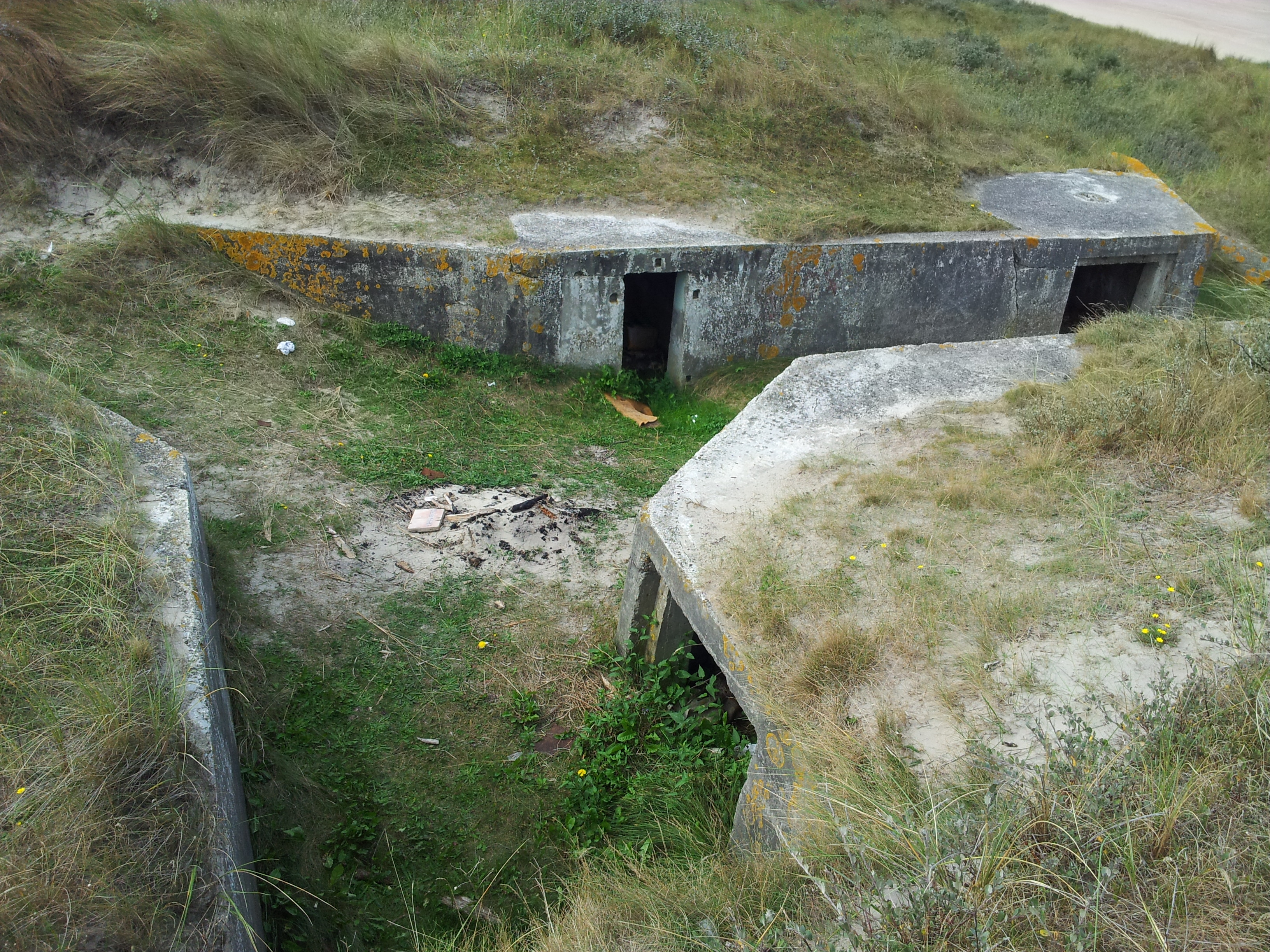
Centrale deel, vanaf de oostkant
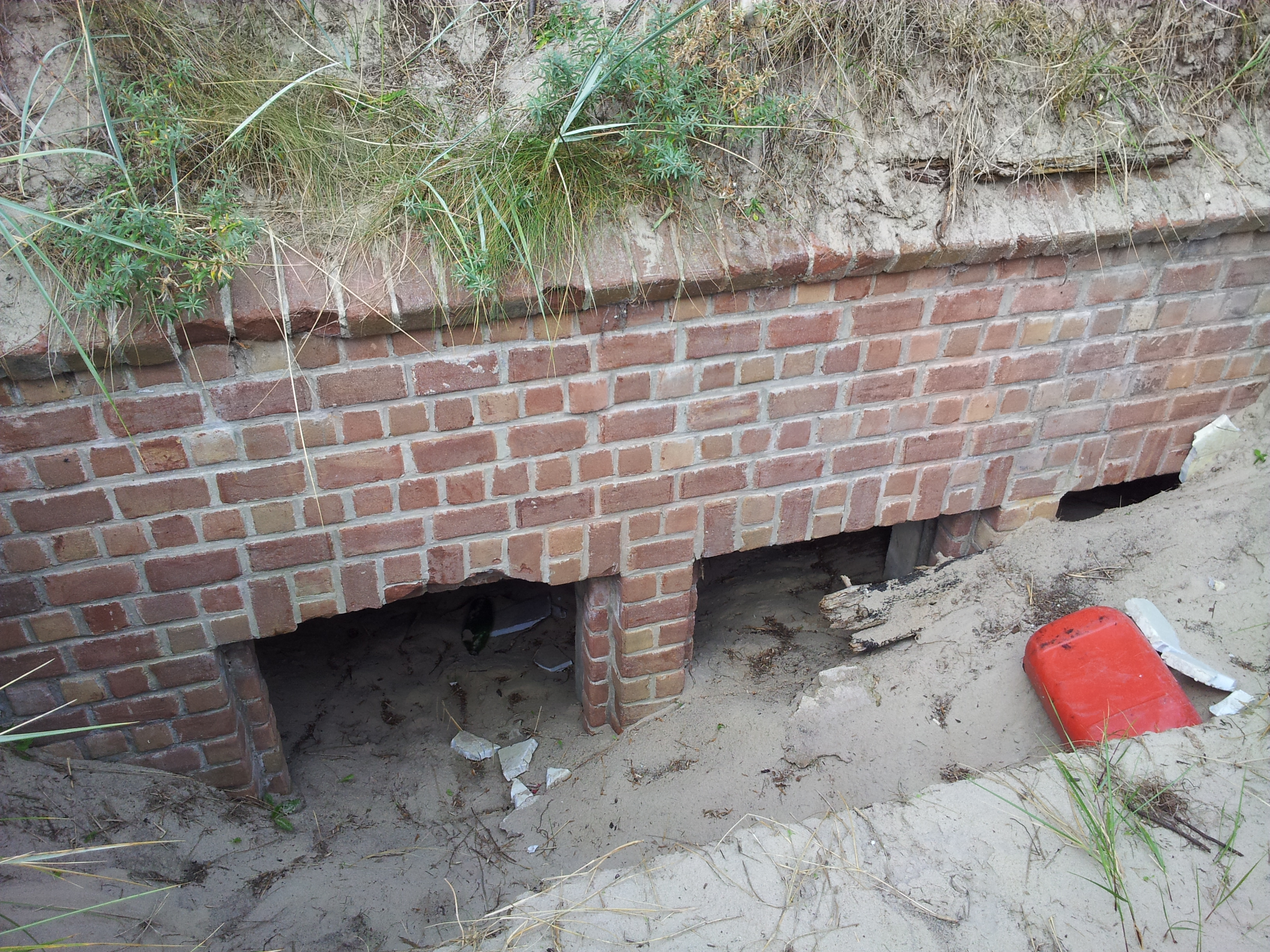
Meest westelijke deel
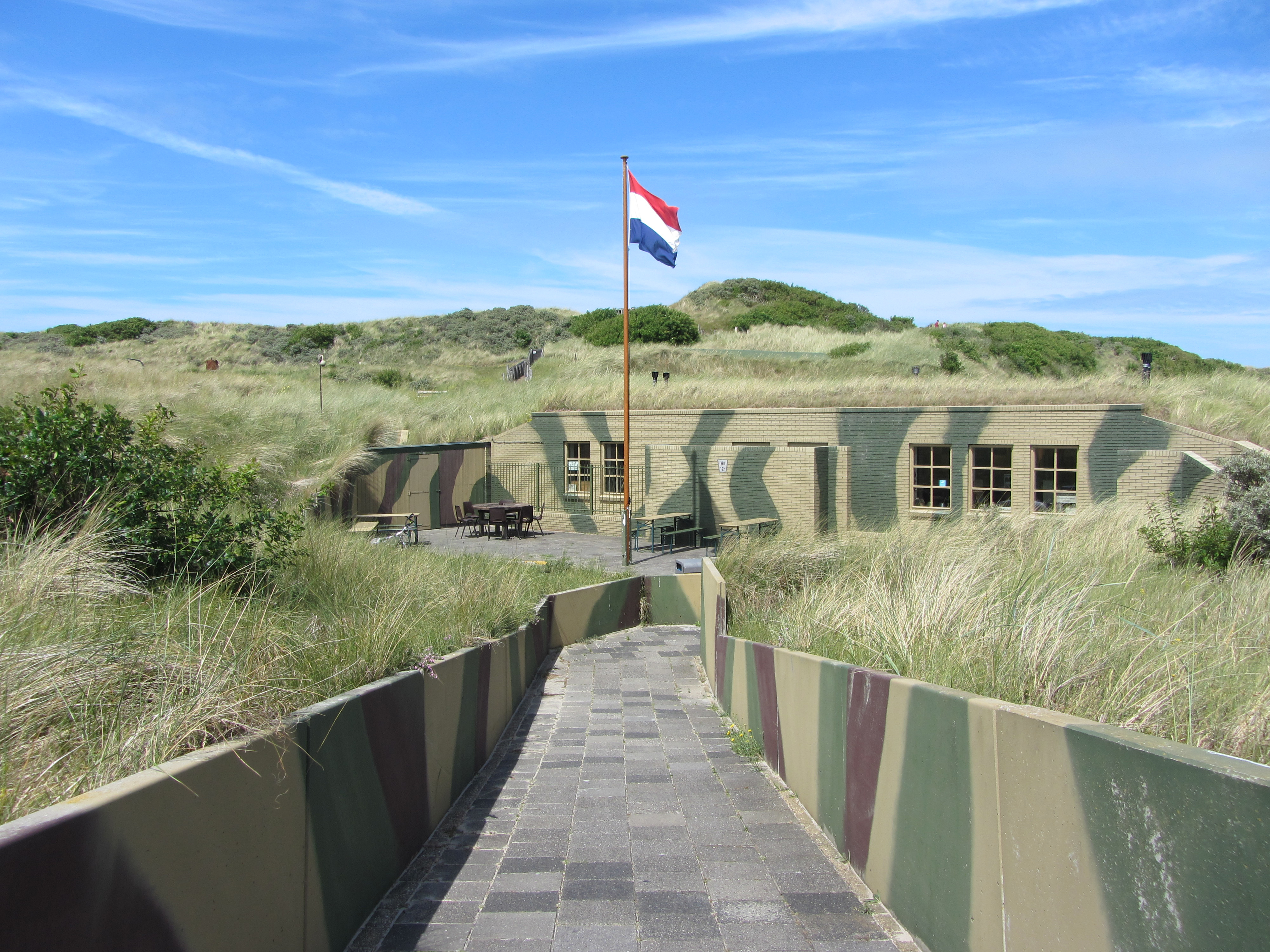
Ingang Bunkermuseum